# Ulli Beier
Ulli Beier, né le 23 juillet 1922 à Chotwitz et mort le 3 avril 2011 à Sydney, est un écrivain et éditeur allemand.

## Biographie
Ulli Beier naît le 23 juillet 1922 à Chotwitz au sein d'une famille juive de classe moyenne. Sa famille émigre en Palestine après l'arrivée au pouvoir des nazis.
Enseignant à l'université d'Ibadan au Nigeria, il est un écrivain et éditeur qui joue un rôle important dans la découverte et la diffusion de la littérature africaine.
En 1957 il fonde le magazine littéraire Black Orpheus, puis le Mbari Club en 1961, un centre d’activités culturelles composé d’écrivains, d’artistes et de musiciens africains, proche de cette revue.
Il meurt le 3 avril 2011 à Sydney.